# Association diocésaine
Pour les articles homonymes, voir association.
L’association diocésaine est une association cultuelle  spécifique au catholicisme français. Constituée dans chaque diocèse, l'association qui succède aux anciennes fabriques est placée sous la présidence de l’évêque.
L’association diocésaine fut instituée par l’accord de 1924 entre le Saint-Siège et l’État français pour pallier le refus des catholiques français (qui suivirent en cela les consignes romaines) de constituer les associations cultuelles prévues au niveau communal par la loi de Séparation des Églises et de l’État de 1905. Le pape Pie XI, par l'encyclique Maximam Gravissimamque du 18 janvier 1924, approuva publiquement la création des associations diocésaines.

## Historique
Les catholiques français, au moment de la mise en œuvre de la loi de Séparation, ont refusé de constituer les associations cultuelles telles que résultant des articles 18 et 19 de cette même loi. Celles-ci ont en effet été condamnées par le pape Pie X dans les encycliques « Vehementer nos » et « Gravissimo Officii Munere » de 1906 car telles qu’elles étaient conçues, les associations cultuelles de fidèles, prévues, au niveau communal, pour subvenir aux frais, à l'entretien et à l'exercice public du culte, ne permettaient pas aux catholiques d’assumer leur organisation interne propre, notamment l’organisation hiérarchique canonique avec les fonctions ministérielles respectives de l’évêque et du curé qui en découlent.
Le cadre d'un accord possible avait été esquissé, dès 1906, dans l'encyclique « Gravissimo Officii Munere » :
"Mettant donc de côté ces associations, que la conscience de Notre devoir Nous défend d’approuver, il pourrait paraître opportun d’examiner s’il est licite d’essayer, à leur place, quelque autre genre d’association à la fois légal et canonique, et préserver ainsi les catholiques de France des graves complications qui les menacent.[...]
Mais comme cet espoir Nous fait défaut, la loi restant telle quelle. Nous déclarons qu’il n’est point permis d’essayer cet autre genre d’association tant qu’il ne constituera pas, d’une façon certaine et légale, que la divine constitution de l’Église, les droits immuables du Pontife romain et des évêques, comme leur autorité sur les biens nécessaires à l’Église, particulièrement sur les édifices sacrés, seront irrévocablement, dans les-dites associations, en pleine sécurité [...]."
Ce n’est que 20 ans plus tard, par un échange de lettres s’échelonnant de 1921 à 1924, qu’un modus vivendi a pu être trouvé dans le cadre d’un accord conclu entre le gouvernement français et le Saint-Siège sous forme de traité diplomatique en forme simplifiée, lequel a abouti à l’élaboration du statut-type de l’association diocésaine. Le pape Pie XI, par l'encyclique Maximam Gravissimamque du 18 janvier 1924, a approuvé la création des associations diocésaines.

## Objet statutaire
À la différence des associations cultuelles de la loi du 9 décembre 1905 qui ont pour objet statutaire de subvenir aux frais, à l’entretien et à l’exercice du culte, l'objet statutaire des associations diocésaines consiste uniquement à subvenir aux frais et à l'entretien du culte catholique.
L’exercice du culte catholique échappe donc au cadre statutaire associatif, ce qui lui permet d’assumer par ailleurs son organisation hiérarchique propre.
Dans l'avis n° 185107 en date du 13 décembre 1923, le Conseil d’État a considéré que ce modèle de statut-type était conforme aux dispositions générales des lois de 1901 et de 1905 et ne contrevenait à aucune de ses dispositions spéciales.

## Conséquence de la création tardive des associations diocésaines sur le régime juridique des lieux de culte
Alors que les associations cultuelles protestantes et israélites étaient devenues en 1905 propriétaires des biens jusque là détenus par les établissements publics du culte, le refus de l'Église catholique de voir se constituer des associations cultuelles a eu pour conséquence que le transfert de propriété prévu par la loi de séparation des Églises et de l'État ne lui était pas applicable. Pour résoudre ce problème, une loi votée en 1907 a établi que les biens concernés devenaient propriété publique mais étaient affectés aux fidèles et ministres du culte,.